# Monumento a Octavius V. Catto
A Quest for Parity: The Octavius V. Catto Memorial es un grupo de esculturas diseñadas por Branly Cadet que conmemoran a Octavius Catto en Filadelfia, Pensilvania, Estados Unidos. Se inauguró en 2017 y es el primer monumento en una propiedad pública de Filadelfia que conmemora a un afroestadounidense específico.

## Descripción
A Quest for Parity consta de tres partes: un cubo de granito con una esfera de acero inoxidable encima, una escultura de bronce de 12 pies (3,7 m) de Octavius Catto sobre una base de granito, y un grupo de cinco pilares de granito. Catto se representa a medio paso alejándose de los pilares y hacia el cubo de granito. Alegóricamente, la estatua representa a Catto bajándose de un tranvía de la década de 1860 y dirigiéndose hacia una urna electoral. Una cita de Catto está escrita en el frente de los pilares: «Debe ocurrir un cambio que obligará a esta nación a seguir el curso que la providencia parece estar dirigiendo sabiamente para el beneficio mutuo de los pueblos». Varias placas a los lados de los pilares conmemoran la vida de Catto. La estatua está ubicada en la esquina suroeste del Ayuntamiento de Filadelfia.

## Antecedentes
Octavius Catto (1839–1871) nació en Carolina del Sur y se crio en Filadelfia, Pensilvania. Protestó para eliminar la segregación del sistema de tranvías de Filadelfia, reclutó afroestadounidenses para unirse al Ejército de la Unión durante la Guerra de Secesión estadounidense e hizo campaña para que Pensilvania ratificara la Decimoquinta Enmienda a la Constitución de los Estados Unidos, que prohibía la discriminación electoral basada en la raza. También enseñó en el Institute for Colored Youth, ayudó a fundar el equipo de béisbol Philadelphia Pythians y se desempeñó como mayor en la Guardia Nacional. Fue asesinado por un demócrata irlandés el día de las elecciones (10 de octubre) en 1871.
Muchos medios noticiosos notaron que Catto no había sido mencionado previamente en escuelas y libros de texto, y el periodista Vladimir Duthiers dijo que había sido «borrado de la historia». El historiador Dan Biddle atribuyó esto a la reacción negativa de los blancos que tuvo lugar después de la Reconstrucción. Jim Kenney, quien era alcalde de Filadelfia cuando se inauguró la estatua en 2017, había estado abogando por un monumento a Catto desde 2003. La estatua fue encargada por el Fondo Conmemorativo Octavius V. Catto y diseñada por el escultor Branly Cadet. Cadet comenzó su trabajo en la estatua en 2013.

## Inauguración
La estatua fue inaugurada el 26 de septiembre de 2017. Según la revista Philadelphia, «el tráfico atascó las calles alrededor del Ayuntamiento cuando cientos de personas descendieron al edificio para echar un vistazo al nuevo monumento».
El monumento es el primero en una propiedad pública de Filadelfia en conmemorar a un afroamericano específico. Los monumentos anteriores a los afroamericanos en la ciudad incluyen el Monumento conmemorativo a los soldados y marineros de color de todas las guerras y El esclavo, así como estatuas en propiedades privadas de figuras como el obispo Richard Allen y los atletas Joe Frazier, Wilt Chamberlain y Julius Erving.